# Орлов, Михаил Алексеевич (филолог)
Михаил Алексеевич Орлов (4 [16] ноября 1844, Воронежская губерния — 18 февраля 1918, Петроград) — русский филолог, кандидат богословия; автор учебников по русской словесности для духовных семинарий; действительный статский советник.

## Биография
Родился 4 (16) ноября 1844 года в слободе Уразово Воронежской губернии. Происходил из запорожских казаков, сын священника слободы Уразово, представитель священнической династии Орловых.
Обучался в Бирюченском духовном училище, затем в Воронежской духовной семинарии, с 1864 года — в Киевской духовной академии. Во время обучения провёл исследование: «Сличение родословия Спасителя, помещенного у Евангелистов Матфея и Луки, с родословием книги Паралипоменон и разночтений в них». Рассмотрев вопрос о разночтениях евангелистов при перечислении предков Христа, он пришёл к выводу, что несогласия эти во многом мнимые. По его мнению, «евангелисты идут к единой цели – доказательству царственности и мессианства Христа (его происхождения от Давида) немного разными путями: Матфей достигает её, рассматривая царскую линию Соломона, Лука – линию царевича Нафана». 
После окончания академии в 1869 году выдержал испытания по русской словесности, русской литературе и логике и был направлен преподавателем этих дисциплин в Харьковскую духовную семинарию. За диссертацию «Происхождение и общий характер догматики старообрядцев в связи с предшествующей историей умственного и религиозного развития русского народа» был утверждён в степени кандидата богословия и осенью 1871 года переехал в Санкт-Петербург. Учился на Высших педагогических курсах при Второй Санкт-Петербургской военной гимназии и по их окончании был удостоен звания учителя русского языка и словесности в военных гимназиях.
Стал преподавать в младших классах Пажеского корпуса и в 3-й военной гимназии. С 1875 года — преподаватель русского языка и словесности в Санкт-Петербургской Мариинской гимназии. 
Написал «Курс русской литературы» в 2-х частях (1871) и издал его, затем последовали: «Учебник русской словесности», «Диктант проверочный и повторительный и список тем по русской литературе». «Курс» и «учебник русской словесности» были утверждены св. Синодом в качестве учебных пособий для духовных семинарий. Через три года из печати вышла книга М. А. Орлова «М. Ю. Лермонтов, его личность и поэзия». Рецензии на эти сочинения опубликованы в журнале учебного комитета св. Синода (1873. — № 211). В 1880 году типографией Янпольского был издан его «Сокращенный курс русской литературы до Пушкина».
В 1883 году был переведён преподавателем в Николаевскую инженерную академию и училище при ней. Также преподавал в Михайловской артиллерийской академии.
С июня 1888 года по 1912 год служил на должности наставника-руководителя по русскому языку и словесности в гимназии Историко-филологического института. В 1889 году был произведён в чин статского советника; 1 января 1896 года награждён орденом Св. Владимир 4-й степени; с 1 января 1915 года — действительный статский советник.
Скончался 18 февраля 1918 года. Похоронен на Смоленском кладбище, неподалёку от церкви Смоленской иконы Божией Матери. Могила сохранилась.

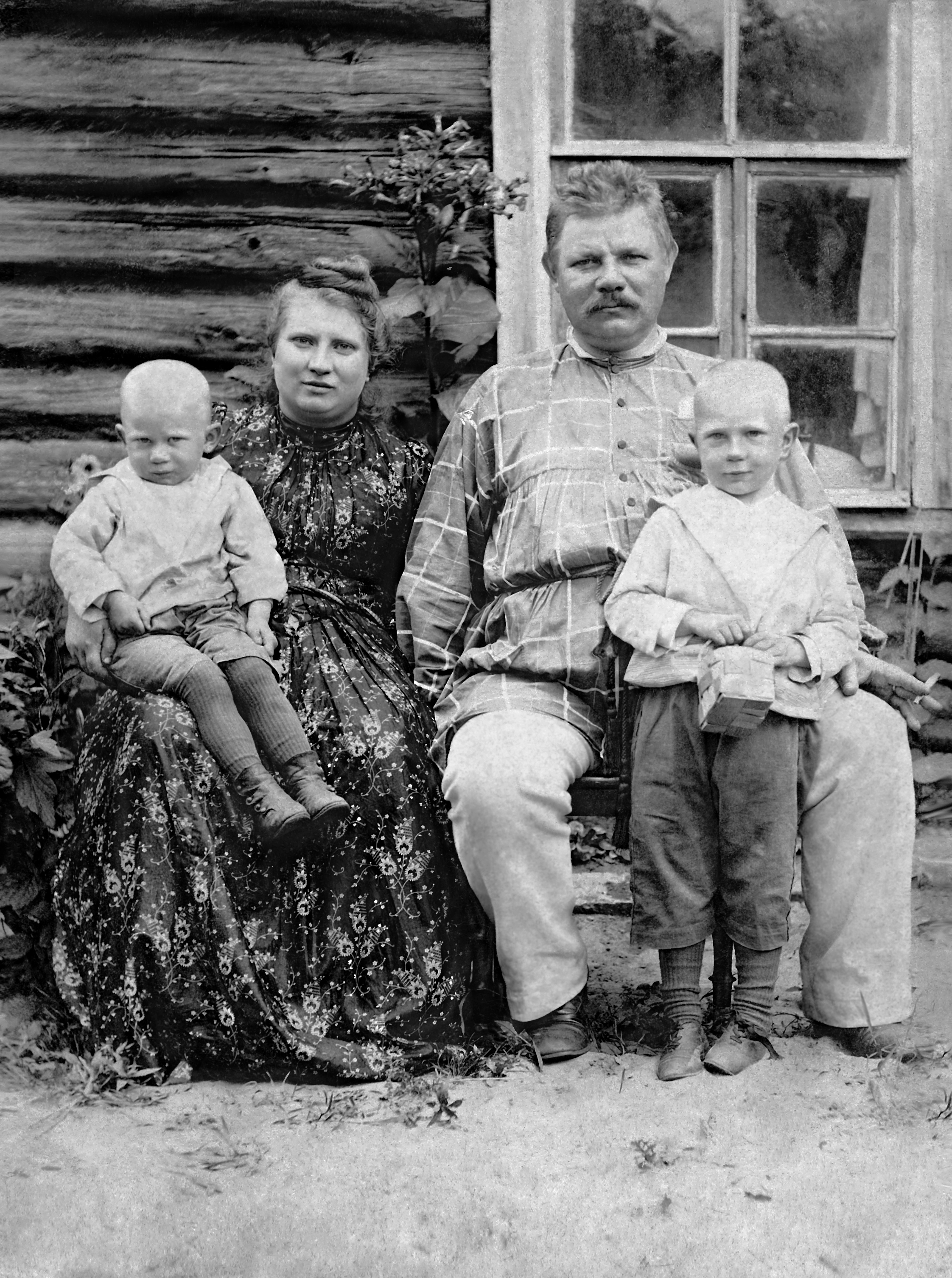
М. А. Орлов, Е. М. Орлова (Нилус) с детьми. Старая Русса, 1890 год

## Семья
С 4 июня 1886 года был женат на дочери коллежского регистратора, бывшей ученицы Мариинской женской гимназии Елене Михайловне Нилус (1860, Париж — 18.01.1908, Париж), родственнице  Пётра Александровича Нилуса. За женитьбу на бывшей студентке М. А. Орлов был лишён права преподавания на два года. У них родилось шесть детей, в их числе: Михаил (08.04.1887), Алексей (07.04.1888—1958), дочь N (1889), Ирина (24.02.1893).